# 안도 노부마사
안도 노부마사(일본어: 安藤信正, 1820년 1월 10일 ~ 1871년 11월 20일)는 무쓰 이와키 다이라 번의 5대 번주이다. 어릴적 이름은 긴노신(欽之進)이며 나중에 긴노스케(欽之介)로 바뀌었다. 성인이 된 후 이름을 노부유키(信睦)로 하였다가 로주직에 오른 이후 노부유키(信行)로, 그리고 1862년 이후 노부마사로 개명하였다. 관위는 종4위하, 시종이다.

## 생애
분세이 2년 음력 11월 25일, 이와키 다이라 번의 4대 번주 안도 노부요리의 적자로 에도에서 태어났다. 고카 4년(1847년), 아버지가 사망하자 그 뒤를 이어 이와키 다이라 번주가 되었고, 고카 5년(1848년) 소자반이 되었다. 가에이 4년(1851년)에 지샤부교직을 맡았고, 만엔 7년(1860년)에 로주가 되었다. 취임 직후 ‘사쿠라다 문 밖의 변’으로 이이 나오스케가 암살당하면서, 같은 로주인 구제 히로치카와 함께 사실상 막정을 다루는 최고권력자가 되었다.
노부마사는 안세이 대옥을 일으킨 이이 나오스케의 강경노선을 부정하고 온건책을 취함으로써, 조정과 막부의 관계를 개선하려고 하였다. 그 일례로 고메이 천황의 여동생 가즈노미야 지카코와 14대 쇼군 도쿠가와 이에모치를 결혼시킨 일을 들 수 있다. 이 무렵 일본 국내 정세의 불안을 비롯하여 헨리 휴스켄(en:Henry Heusken) 살해 사건과 같은 여러 가지 문제가 발생하였으나 이 일들을 무난히 처리하였으며, 외국과의 조약 체결로 인하여 발생한 금화 유출 문제와 물가 앙등 문제에 대응하여 방지책을 내고 막부 권력의 안정화를 꾀했다.
분큐 2년(1862년), 가즈노미야의 혼인 문제로 원한을 품고 있던 존왕양이파 미토번 낭인 등 6명의 습격을 받아 등에 부상을 입었으나 목숨은 구할 수 있었다. 이 사건을 사카시타 문 밖의 변이라 하는데, 그 직후 붕대를 감은 채로 영국 공사 러드퍼드 올콕과 회견을 하였다. 올콕은 부상중에도 막부의 권력자로서의 의지를 보여주는 그의 모습에 감탄했다고 하나, 막부 일각에서 '등에 상처를 입은 것은 무사 축에 끼지 못할 일'이라는 비판이 일었고, 여기에 여자 문제, 타운젠드 해리스로부터의 뇌물 수수 혐의에 대한 참소를 받아 결국 로주직에서 파면되었다. 이후 은거, 근신을 명령받고 영지 2만 석을 삭감당했다. 번주직은 맏아들 노부타미가 계승하였다.
게이오 4년(1868년), 메이지 정부가 들어서자, 아직 젊은 번주 안도 노부타케를 대신해 번의 통치를 지휘했고, 오우에쓰 열번동맹에 가담하여 신정부군과 싸웠으나 패배하였고, 이와키 다이라 성은 함락되었다. 이때 노부마사도 항복하였고 근신 처분을 받았다. 메이지 2년(1869년) 9월 10일에 영구 칩거 처분이 해제되었고, 메이지 4년 10월 8일에 52세의 나이로 사망하였다.
| 전임 안도 노부요리 | 제5대 이와키 다이라 번 (안도가) 1847년 ~ 1862년 | 후임 안도 노부타미 |